# 2-й переулок Тружеников
2-й переу́лок Тру́жеников (до 1936 года — 2-й Воздви́женский переу́лок) — улица в центре Москвы в Хамовниках между Саввинской набережной и улицей Плющиха.

## Происхождение названия
Получил название в 1936 году по находившейся в этой местности швейной фабрике «Труд». Прежнее название — 2-й Воздвиженский переулок — носил с XIX века по Храму Воздвижения Креста Господня на Чистом Вражке. Ранее назывался Борзов переулок (XVIII век) по фамилии домовладельца бригадира Борзого и Большой девичьей улицей, по своему направлению к Новодевичьему монастырю (XIX век).

## Описание
2-й переулок Тружеников начинается от Саввинской набережной, проходит на юго-восток, пересекает Большой Саввинский переулок, 1-й переулок Тружеников, затем справа от него начинается Погодинская улица, практически сразу за которой переулок выходит на Плющиху и улицу Еланского. Здесь Погодинская и улица Еланского образуют с переулком стрелку, на которой находится Храм Архангела Михаила при клиниках на Девичьем поле.

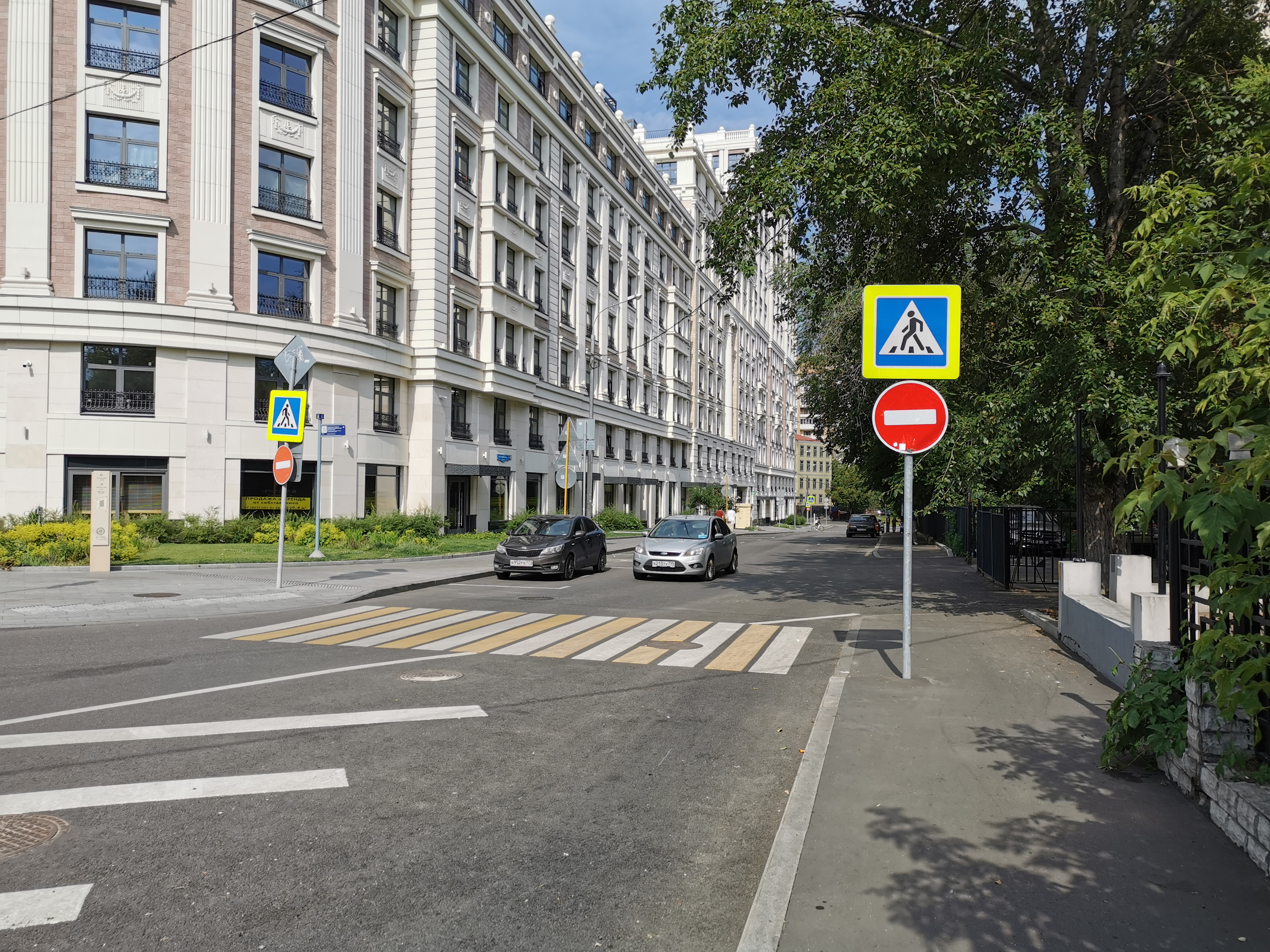
Перекрёсток 2-го переулка Тружеников с Погодинской улицей

## Здания и сооружения
- № 2/3, стр. 1, 3 ; 4, корп. 1, 2 — жилые дома (1927, архитекторы Н. Волков, В. Бибиков, Островский)[2].
- № 4, строение 1 — Центр технического прогресса в машиностроении.
- № 6/64 — Клуб завода «Каучук» (1927—1929, архитектор К. С. Мельников, при участии инженера Г. Г. Карлсена)[3].